# Diocèse de Châlons-en-Champagne
Ne doit pas être confondu avec Diocèse de Chalon-sur-Saône ou Diocèse de Chalon.
Le diocèse de Châlons-en-Champagne (en latin : Dioecesis Catalaunensis) est un diocèse de l'Église catholique en France. 
Érigé au IVe siècle, c'est l'un des diocèses historiques de l'ancienne province de Champagne. Supprimé en 1801, il est rétabli en 1822. Il est suffragant de l'archidiocèse métropolitain de Reims. 
 Il couvre le département de la Marne moins l'arrondissement de Reims.
Depuis le 9 janvier 2025, 
Franck Javary est évêque de Châlons-en-Champagne.

## Histoire
Le diocèse de Châlons est érigé au IVe siècle. Selon la tradition, Châlons aurait été évangélisée par saint Memmie qui est le saint patron du diocèse. Successeur de saint Memmie, saint Donatien, signataire des actes du concile de Sardique en 343, est le premier évêque attesté.
Au XIe siècle, les évêques de Châlons pérennisent la charge de vidame de Châlons qui devient un fief héréditaire. De simples officiers, les vidames deviennent ainsi vassaux de l'évêque et acquièrent une certaine importance. Le fief du vidamé consiste en un hôtel à côté du palais de l'évêque et en une portion de l'évêché. Ils sont chargés de rendre la justice et de défendre les biens de l'évêché. Ils mènent l'armée des vassaux de l'évêque et protègent les églises. Ils exercent l'autorité civile et militaire et sont les premiers des pairs de l'évêque, le premier baron et son chancelier, chargé de la garde de l'anneau épiscopal.
En 1790, le siège épiscopal de Châlons est supprimé par la constitution civile du clergé.
Au concordat de 1801, le diocèse de Châlons-en-Champagne est supprimé. Châlons et tout le département de la Marne sont intégrés au diocèse de Meaux, suffragant de Paris.
Par la bulle Paternae charitas du 6 octobre 1822, Pie VII rétablit le siège épiscopal de Châlons. Son territoire est celui du département de la Marne, diminué de l'arrondissement de Reims.
Il n'y a pas eu d'ordination sacerdotale d'hommes originaires du diocèse depuis 1997 dans ce diocèse plutôt rural, ce qui pose la question de son avenir.
Le service de communication du diocèse édite un magazine gratuit, Parvis, distribué à 30 000 exemplaires.

## Évêques

### Évêques originaires du diocèse de Châlons-en-Champagne
- René-Joseph Piérard (1899-1994), évêque de Châlons de 1948 à 1973
- Edmond Abelé (1925-2017), évêque émérite de Digne, Riez et Sisteron depuis 1987 et ancien évêque de Monaco (1972-1980)
- Paul Carrière (1908-2008), évêque de Laval (1969-1984)
- Étienne-Joseph Hurault (1873-1934), évêque de Nancy-Toul de 1930 à 1934
- François Joseph Henri de Nettancourt-Vaubécourt d'Haussonville (1659-1736), évêque de Montauban (1703-1729)
- François Lefebvre de Caumartin (1668-1733), évêque de Vannes (1718-1719) puis évêque de Blois (1719-1733)

## Structures territoriales

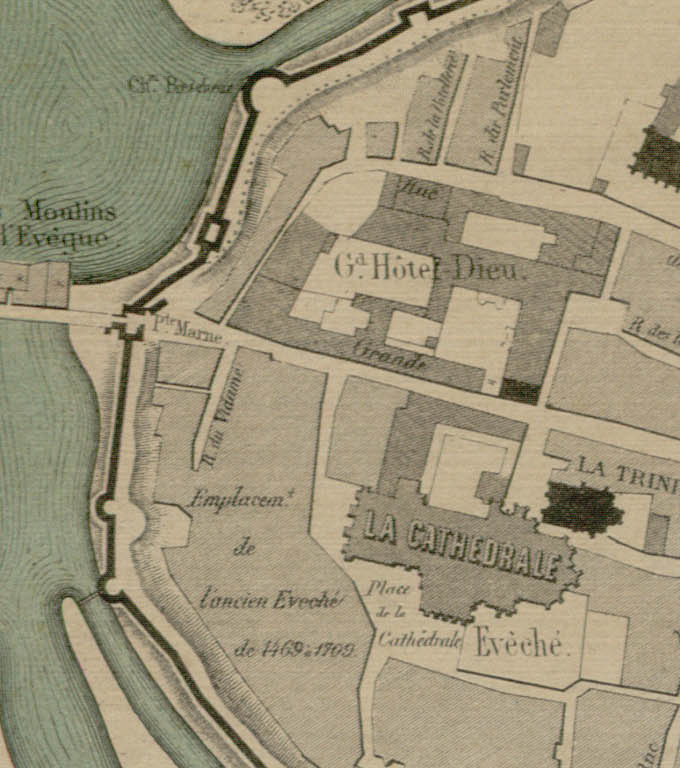
Cathédrale Saint-Étienne avec l'ancienne et la nouvelle place des bâtiments du diocèse, carte de la BM de Châlons.

Le diocèse de Châlons-en-Champagne est divisé en 6 doyennés regroupant 34 paroisses :
- Argonne (3 paroisses) : Sainte-Menehould…
- Brie (6 paroisses) : Sézanne…
- Châlons (5 paroisses)
- Champagne (7 paroisses) : périphérie de Châlons-en-Champagne
- Perthois (7 paroisses) : Vitry-le-François…
- Vignoble (6 paroisses) : Épernay, Dormans, Vertus…

## Statistiques
- En 1990, le diocèse comptait 247 600 baptisés pour 269 000 habitants (92%), servis par 136 prêtres (133 diocésains et 3 réguliers), 5 diacres, 5 religieux et 168 religieuses dans 88 paroisses.
- En 2016, le diocèse comptait 261 494 baptisés pour 274 953 habitants (95,1%), servis par 63 prêtres (60 diocésains et 3 réguliers), 21 diacres, 3 religieux et 61 religieuses dans 34 paroisses[4].